# Raghbir Singh Bhola
Raghbir Singh Bhola (ur. 18 sierpnia 1927 w Multanie, zm. 21 stycznia 2019 w Nowym Delhi) – indyjski hokeista na trawie. Dwukrotny medalista olimpijski.
Brał udział w dwóch igrzyskach (LIO 56, LIO 60), na obu zdobywając medale. W 1956 roku w Melbourne reprezentacja Indii zwyciężyła, a cztery lata później w Rzymie przegrała w finale z reprezentacją Pakistanu. Podczas dwóch turniejów zagrał łącznie w dziesięciu spotkaniach, w 1960 roku zdobył 6 bramek.
W roku 2000 został laureatem nagrody Arjuna Award.